# Antoinette Louw
Antoinette Louw (sinh ngày 9 tháng 5 năm 1975 tại Pretoria) là một nữ diễn viên người Nam Phi đã giành nhiều giải thưởng.

## Tiểu sử
Antoinette Louw là con gái của Dap Louw và Anet Louw, cả hai người đều là giáo sư tâm lý học đã viết cẩm nang tâm lý học cho các trường đại học Nam Phi cùng nhau. Em trai của cô, Dap, trẻ hơn cô một tuổi, là một bác sĩ về tiết niệu và là người chơi cuộc thi Ironman. Lớn lên ở Potchefstroom, Vanderbijlpark và Bloemfontein, Antoinette cũng theo học tại Hoa Kỳ nơi cha cô làm nghiên cứu và giảng dạy tại nhiều trường đại học. Năm 1991, gia đình chuyển đến Bloemfontein và Antoinette trúng tuyển vào năm 1993 tại Sentraal Hoërskool, Bloemfontein. Cô học kịch tại Đại học Nhà nước Tự do (UOFS) và nhận bằng cấp kiêm hiệu trưởng vào năm 1996.
Năm thứ ba, cô đã thử sức mình với tư cách là nhà sản xuất và đạo diễn của vở kịch, Người phụ nữ nấu ăn cho chồng, một bộ phim hài đen của nhà viết kịch người Anh Debbie Issit. Việc sản xuất đã được mời biểu diễn tại London tại Nhà hát Sân. Trong quá trình học, cô cũng được trao giải:
- Giải thưởng André du Plessis dành cho sinh viên kịch năm thứ hai hay nhất
- Giải thưởng Tạp chí Nhà hát Nam Phi dành cho sinh viên kịch năm thứ ba hay nhất
- Giải thưởng Elsa Krantz dành cho sinh viên kịch hay nhất 1994-1996
- UOFS Merit Bursary cho Nghệ thuật và Văn hóa
- Giải danh dự của UOFS cho nghệ thuật và văn hóa

Cô trở về Nam Phi sau một vài tháng ở London và học diễn xuất điện ảnh tại Trường Điện ảnh và Nghệ thuật Sân khấu Nam Phi (AFDA) dưới sự chỉ đạo của nhà viết kịch từng đoạt giải thưởng, Deon Opperman. Ở đó, cô đã giành được vị trí dẫn đầu trong phim ngắn M-Net, Skidmark. Cô đã được trao cả hai giải thưởng AFDA và M-Net cho Nữ diễn viên điện ảnh xuất sắc nhất với vai Stacey, một nữ hoàng sắc đẹp hạng hai.
Sau AFDA, cô đã nghỉ việc trong ngành giải trí trong một vài năm (trong thời gian đó cô sống ở Malta, một hòn đảo nhỏ ở Địa Trung Hải, trong một năm). Trở lại Nam Phi, cô quyết định làm điều mà cô yêu thích nhất: diễn xuất và viết văn. Ngay sau khi đến Johannesburg, cô đã nhận được vai diễn "Inge van Schalkwyk" trong 7de Laan. Hợp đồng ban đầu ba tuần đã trở thành hai năm.